# 费利克斯·皮康
费利克斯·皮康（法語：Félix Picon，1874年10月4日—？），生于阿尔及利亚，法国男子帆船运动员。他曾代表法国参加1920年夏季奥林匹克运动会帆船比赛，获得一枚银牌。